# Conseil économique, social et culturel de Saint-Martin
Le conseil économique social et culturel de Saint-Martin (CESC) est un conseil mis en place en 2007 dans la collectivité d'outre-mer de Saint-Martin (Antilles françaises). Il est constitué de 23 conseillers territoriaux.

## Présentation
Le conseil économique, social et culturel (CESC) est l'organe consultatif de la Collectivité Territoriale de Saint-Martin.
Il se compose de 23 membres répartis en 3 commissions, désignés pour 5 ans :
- commission des affaires économiques et financières ;
- commission des affaires sociales ;
- commission des affaires culturelles et cadre de vie.